# Jerry McElroy
Jared McElroy, ismertebb nevén: Jerry McElroy (Calgary, 1991. április 5. –) kanadai válogatott vízilabdázó. 2015-ben 9. helyezést ért el a világbajnokságon.

## Eredményei

### Válogatottal
- Világbajnokság: 9. hely (2015), 11. hely (2013), 10. hely (2011), 8. hely (2009)